# Berdavan
Berdavan är en ort i Armenien. Den ligger i provinsen Tavusj, i den norra delen av landet, 120 kilometer norr om huvudstaden Jerevan. Berdavan ligger 705 meter över havet och antalet invånare är 3 150.
Terrängen runt Berdavan är kuperad. Närmaste större samhälle är Nojemberjan, 3,6 kilometer söder om Berdavan.
Trakten runt Berdavan består till största delen av jordbruksmark. Runt Berdavan är det ganska tätbefolkat, med 58 invånare per kvadratkilometer.